# کوسابرگ
کوسابرگ (به آلمانی: Küssaberg) یک شهر در آلمان است که در Waldshut واقع شده‌است. کوسابرگ ۵٬۵۰۵ نفر جمعیت دارد.

## خواهرخوانده
شهر کوسناخت خواهرخواندهٔ کوسابرگ هست.